# Транс-Европейские экспрессы TEE
Транс-Европейские экспрессы или Trans Europ Express (TEE) — международная система скоростных поездов первого класса преимущественно на автономной тяге в Западной и Центральной Европе. Была основана в 1957 году, прекратила существование в 1995 году. Во время наивысшего расцвета своей деятельности, в 1974 году, система насчитывала 45 поездов, курсирующих между 130 разными городами.

## История
Первые перевозки начались 2 июня 1957 года по инициативе Ф. К. ден Холландера, тогдашнего президента-директора национальной железнодорожной компании Нидерландов (NS). TEE представляла собой сеть, совместно управляемую железными дорогами Западной Германии (DB), Франции (SNCF), Швейцарии (SBB-CFF-FFS), Италии (FS) и Нидерландов. Хотя некоторые поезда с самого начала проходили через Бельгию, Бельгийская национальная железнодорожная компания (NMBS/SNCB) присоединилась к программе только в 1964 году. Люксембург (CFL) также присоединился позже. Идея заключалась в создании сети быстрых и комфортабельных транснациональных поездов, которые были бы привлекательны для бизнесменов и других постоянных путешественников. Все поезда были только первого класса и требовали оплаты специальной надбавки сверх обычной цены билета первого класса, размер которой зависел от пройденного расстояния. Там, где это было возможно, расписание поездов TEE было рассчитано так, чтобы позволить деловому путешественнику совершить поездку туда и обратно в течение одного дня, а также иметь время для деловой активности в пункте назначения. Каждый поезд имел своё собственное имя и все они были экспрессами, останавливающимися только в крупных городах. Некоторые из названных поездов уже существовали в течение нескольких лет до создания сети TEE и просто получили обозначение как Транс-Европейские экспрессы в 1957 году или позже. Например, поезд Settebello (англ.) эксплуатировался с 1953 года, а Rheingold (англ.) — с 1951 года (возрождённый поезд, существовал до Второй Мировой войны). Сеть была запущена в 1957 году, поезда обслуживали 13 различных маршрутов.

## Подвижной состав
Изначально система представляла собой полностью дизельную сеть. В Европе 1950-х годов были четыре разные системы электрификации (напряжения и типы тока — переменный ток и постоянный ток), так что считалось, что использование дизельных поездов значительно ускорит пересечение границы. Более того, в то время многие участки, через которые следовали трансъевропейские экспрессы, ещё вовсе не были электрифицированы. Для немецкого оператора DB построена модернизированная серия VT 11.5, в то время как Швейцарские федеральные железные дороги (SBB) и голландская NS разработали дизельные поезда RAm/DE (англ.), оба типа поездов имели электрическую передачу. Однако создание международной сети TEE дало толчок к разработке специальных электровозов, способных работать при двух или более системах электрификации. Среди других поездов DB использовалась DB серия E 10.12 / серия 112 (1962-1991)|серия E 10.12]] (англ.}}, развивавшая максимальную скорость 160 км/ч, и серия 103 (англ.), максимальная скорость которого составляла 200 км/ч. SBB представила свой электропоезд RAe TEE II (англ.), который был разработан для четырёх различных систем электрификации железных дорог, этот тип поездов был введён в эксплуатацию в 1961 году. Бельгийские национальные железные дороги представили свои локомотивы серии 150 (по новой системе — серия 15 (англ.)), поддерживающие три различных системы питания, в 1962 году; в 1966 году за ними последовали четырехсистемные локомотивы серии 160 (по новой системе —  серия 16 (англ.) и, в 1973 году, серия 18К (англ.). Тем временем для французской SNCF разработали десять четырехсистемных локомотивов. Локомотивы CC 40100 (англ.), выпускались с 1964 по 1970 год.
К 1975 году все из 43 поездов TEE, кроме двух (L’Arbalète (англ.) и Bavaria (англ.)), перешли на электротягу, и большинство из них тянули электровозы.

## Модификация
Первоначально идея состояла в том, чтобы маршруты поездов TEE были только международными. От этой идеи отказались в 1965 году с появлением французского Le Mistral (англ.) и немецкого Blauer Enzian (англ.). Позже поезда TEE, обслуживающие отдельные страны, были введены и на других маршрутах во Франции и Германии, а также в Италии, но большинство маршрутов TEE продолжали оставаться международными.

## Развитие TEE
С годами сеть расширилась, добавив еще три страны: Испанию (Renfe), Данию (DSB) и Австрию (ÖBB). Наибольшего прогресса система достигла в 1974 году. Однако из этих трех стран только Renfe стала членом TEE; через две другие страны проходили TEE, но железнодорожные администрации никогда не были членами. В конце 1970-х годов сеть TEE включала 39 поездов с различными названиями, обслуживающих 31 маршрут. На нескольких маршрутах одновременно ходило более одного поезда TEE; например, на маршруте Париж - Брюссель было четыре поезда TEE, курсировавших в разное время суток.

## Закат и прекращение деятельности TEE
Начиная с конца 1970-х годов, постепенно все больше экспрессов TEE были заменены другими поездами, предоставляющими аналогичный вид обслуживания, но также перевозящими пассажиров второго класса. Бизнесмены и деловые люди начинают отдавать предпочтение авиаперелетам. В 1979 году DB полностью реструктурировала сеть с появлением новых национальных междугородних служб. Введение сети поездов TGV во Франции в 1981 году и её последующее расширение, наряду с расширением высокоскоростных железнодорожных линий в других европейских странах, привели к тому, что все больше поездов TEE заменялось отечественными скоростными поездами.
После 1984 года большинство поездов TEE были выведены из эксплуатации, оставив только некоторые национальные службы в (в основном) Италии и Франции и очень мало международных служб. Большинство поездов TEE были заменены новой сетью EuroCity, которая обслуживает пассажиров как 1-го, так и 2-го класса. Сеть EuroCity начала функционировать 31 мая 1987 года, и с этой даты последние оставшиеся международные Трансъевропейские экспрессы были переименованы или отозваны, за исключением Gottardo (переклассифицированного в EuroCity в сентябре 1988 года). Обозначение TEE продолжало использоваться для нескольких внутренних поездов, курсирующих исключительно по территории Франции до 1 июня 1999 года.
В сентябре 1993 года некоторые бывшие поезда TEE, совершавшие беспосадочные рейсы между Брюсселем и Парижем (или наоборот), преобразованные в EuroCity и предлагавшие вагоны как первого, так и второго класса, были переименованы в Trans-Europe Express, но остались двухклассными поездами. Это произошло во время перехода экспресс-перевозок Париж-Брюссель на новую систему TGV, и первоначально в нее входили поезда «Брабант», «Иль-де-Франс», «Рубенс» и «Ватто», все четыре из которых обслуживали маршрут в обоих направлениях. Однако к 1995 году единственными оставшимися поездами с маркой TEE были поезда на север Иль-де-Франс (поезд 85) и на юг Ватто (поезд 88), поезда противоположного направления с теми же названиями уже были преобразованы в TGV и эти последние два TEE были заменены поездами TGV с 29 мая 1995 года, что положило конец официальному использованию названия Trans-Europe Express. Эти несколько экспрессов Париж-Брюссель (или наоборот), эксплуатировавшихся в 1993—1995 годах, были единственными поездами, обозначенными как TEE.